# Arzachena
Arzachena (Gallurese: Alzachèna, tiếng Sardegna: Altzaghèna) là một đô thị ở tỉnh Sassari, Sardegna, Italia. Arzachena nằm gần khu vực du lịch nổi tiếng "Costa Smeralda". Đây là thủ phủ hành chính của khu vực "Costa Smeralda".